# Stary cmentarz żydowski w Rogoźnie
Stary cmentarz żydowski w Rogoźnie – kirkut mieści się przy ul. Leśnej. Powstał w końcu XVI stulecia. Jest nieogrodzony i zdewastowany. W czasie okupacji naziści używali macewy do brukowania ulic. Obecnie nie ma na nim nagrobków. Zachowały się jedynie szczątki domu przedpogrzebowego.